# Петренкова Віра Павлівна
Петренкова Віра Павлівна (нар. 13 грудня 1948— пом. 24 січня 2020) — українська агрономка, фахівчиня в галузі захисту польових культур, докторка сільськогосподарських наук, професорка, лауреатка Державної премії України в галузі науки і техніки, заступник директора з наукової роботи Інституту рослинництва імені. В. Я. Юр'єва НААН України.

## Біографія
Віра Павлівна народилася 13 грудня 1948 року в с. Ново-Олександрівка, Шевченківського району Харківської області.
У 1971 році закінчила Харківський сільськогосподарський інститут ім. В. В. Докучаєва за спеціальністю агроном із захисту рослин, за фахом учений агроном.
З 1975 по 1977 роки працювала старшим лаборантом лабораторії фітопатології в Українському ордена Леніна науково-дослідному інституті рослинництва, селекції і генетики ім. В. Я. Юр'єва УААН.
З 1977 по 1981 роки агроном цієї лабораторії.
З 1981 по 1989 роки молодший науковий співробітник лабораторії з розробки засобів боротьби з хворобами соняшнику в Українському ордена Леніна науково-дослідному інституті рослинництва, селекції і генетики ім. В. Я. Юр'єва УААН, а з 1989 по 1991 роки науковий співробітник.
З 1991 по 1992 роки старший науковий співробітник лабораторії імунітету.
У 1990 році захистила кандидатську дисертацію на тему: «Особливості розвитку білої гнилі соняшнику в умовах Лісостепу України і заходи захисту від хвороб».
З 1992 по 2002 роки учений секретар Інституту рослинництва ім. В. Я. Юр'єва УААН, а з 2002 по 2012 роки заступник директора з наукової роботи.
У  2005 році захистила докторську дисертацію на тему: «Теоретичні основи селекції соняшнику на стійкість до некротрофних патогенів».
У 2007 році член-кореспондент НААН.
У 2011 році Вірі Павлівні присвоєно учене звання професора.
З 2012 по 2015 роки головний науковий співробітник лабораторії імунітету рослин до хвороб і шкідників.
З 2016 по 2020 роки керівник відділу теоретичних досліджень у рослинництві та генетичних ресурсів рослин Інституту рослинництва ім. В. Я. Юр'єва НААН України.
У 2017 році почесний професор Харківського національного аграрного університету ім. В. В. Докучаєва.
Померла 24 січня 2020 року.

## Праці
Віра Павлівна опублікувала 214 наукових праць, у тому числі 4 монографій, 1 підручника, 13 навчальних посібників, 4 патенти. Підготувала 1 доктора та 4 кандидатів наук.
Напрямки діяльності: розв'язання проблем стійкості польових культур проти хвороб та шкідників, розробка методів створення інфекційних фонів для оцінки зернових, зернобобових і соняшнику на стійкість проти основних хвороб, вивчала селекційний та колекційний матеріал і виділяла джерела стікості, створювала донори з даною ознакою для селекції польових культур, визначала фітосанітарний моніторинг стану посівів у регіоні.

## Відзнаки та нагороди
- медаль «За доблестый труд в ознаменование 100-летия со дня рождения Владимира Ильича Ленина» (1970);
- Лауреат премії НААН «За видатні досягнення в аграрній науці» (2003, 2010);
- Почесна відзнака УААН (2006);
- Премію імені В. Я. Юр'єва;
- диплом Президії УААН (2006);
- Орден княгині Ольги ІІІ ступеня (2008);
- знак Пошани Міністерства аграрної політики України (2008);
- лауреат Державної премії України в галузі науки і техніки за цикл робіт «Формування банку генетичних ресурсів польових культур» (2013);
- Почесна грамота Верховної ради України (2015).